# Looiersgracht
Le Looiersgracht (« Canal des tanneurs » en néerlandais) est un canal secondaire situé dans l'arrondissement Centrum de la ville d'Amsterdam aux Pays-Bas. Situé à l'extérieur de la ceinture de canaux du Grachtengordel, il relie le Prinsengracht au Lijnbaansgracht, en traversant le sud du quartier du Jordaan selon un axe est-ouest.

## Histoire
Le canal fut creusé à la suite du lancement des travaux de construction du grachtengordel entre le Brouwersgracht et le Leidsegracht, en 1612. 
Alors qu'ils se trouvaient à l'origine à l'extérieur des frontières de la ville, les tanneurs d'Amsterdam installés le long du canal, et du canal voisin du Elandsgracht (aujourd'hui rebouché) se retrouvèrent au cœur de la ville à la suite de l'élargissement réalisé au XVIIe siècle. Après l'élargissement de 1658, au cours duquel le grachtengordel fut étendu en direction de l'est, les tanneurs s'installèrent également dans les espaces conduisant au Vijzelgracht, conduisant à la création de la Nieuwe Looiersstraat (Nouvelle rue des tanneurs) et de la Nieuwe Looiersdwarsstraat. 